# Aytré
Aytré település Franciaországban, Charente-Maritime megyében. Lakosainak száma 9759 fő (2022. január 1.). Aytré Angoulins, La Jarne, Périgny, La Rochelle és Saint-Rogatien községekkel határos.

## Népesség
A település népességének változása:
| Lakosok száma | 6197 | 7278 | 7786 | 8687 | 8844 | 8763 | 8725 | 9247 | 9397 | 9759 |
|               | 1968 | 1982 | 1990 | 2006 | 2013 | 2015 | 2017 | 2019 | 2020 | 2022 |